# 2444 Lederle
2444 Lederle è un asteroide della fascia principale. Scoperto nel 1934, presenta un'orbita caratterizzata da un semiasse maggiore pari a 2,7276956 UA e da un'eccentricità di 0,1321342, inclinata di 15,12848° rispetto all'eclittica.